# Castillo Sunomata
El castillo Sunomata (墨俣城 Sunomata-jō?) es un castillo japonés ubicado en Ōgaki, en la prefectura de Gifu. Fue construido por Toyotomi Hideyoshi, uno de los generales de Oda Nobunaga, mientras estaban haciendo el asedio del castillo de Inabayama en el siglo XVI.

## Historia
Según la leyenda, el castillo de Sunomata fue construido durante una sola noche. Debido a esto, hoy en día se le denomina a menudo castillo Ichiya Sunomata (墨俣一夜城 Sunomata Ichiya-jo?): Ichiya significa literalmente «una noche». En realidad, Hideyoshi tardó dos o tres días en levantar la fortaleza, pero esta obra tan rápida se debió a que emplearon materiales cercanos y que montaron las diferentes piezas de las estructuras antes de unirlas finalmente, de tal forma que lograron desmoralizar a los rivales del castillo Inabayama. Sunomata nunca tuvo el aspecto de la reconstrucción, ya que consistía en una serie de empalizadas de troncos que rodeaban una fortaleza amurallada de madera, con torres de vigilancia simples y viviendas básicas. La torre del castillo fue reconstruida en 1991, basada en la cercana fortaleza de Ōgaki, para servir de museo de historia local.